# ANKRD27
ANKRD27‏ (Ankyrin repeat domain 27) هوَ بروتين يُشَفر بواسطة جين ANKRD27 في الإنسان.